# Politodorcadion lativittis
Politodorcadion lativittis là một loài bọ cánh cứng trong họ Cerambycidae.